# Bulandy Aūdany
Bulandy Aūdany är ett distrikt i Kazakstan.   Det ligger i oblystet Aqmola, i den centrala delen av landet, 150 km nordväst om huvudstaden Astana.